# فرودگاه مایرتورپ
فرودگاه مایرتورپ (به انگلیسی: Mayerthorpe Airport) یک فرودگاه همگانی است که یک باند فرود آسفالت دارد و طول باند آن ۸۹۹ متر است. این فرودگاه در کشور کانادا قرار دارد و در ارتفاع ۷۴۱ متری از سطح دریا واقع شده‌است.